# Agarodes logani
Agarodes logani is een schietmot uit de familie Sericostomatidae. De soort komt voor in het Nearctisch gebied.